# Општина Врани (Караш-Северин)
Врани (рум. Vrani) општина је у Румунији у округу Караш-Северин.
Oпштина се налази на надморској висини од 88 m.